# Juillet 1958
Cette page présente les faits marquants du mois de juillet 1958.

## Évènements
- Création du Groupe de Travail pour l’étude du problème politique des colonies belges et premier congrès des partis politiques au Congo belge[1].

- 1er juillet : nouveau voyage de de Gaulle en Algérie.

- 3 juillet : de Gaulle prend contact avec l’armée mais refuse de recevoir les membres du Comité de salut public d’Alger et annonce la constitution d’un collège électoral unique ainsi que l’octroi du droit de vote aux femmes musulmanes.

- 6 juillet :
  - Le pilote automobile argentin Juan Manuel Fangio, cinq fois champion du monde, annonce sa retraite à l'âge de 47 ans.
  - Victoire du britannique Mike Hawthorn sur une Ferrari au Grand Prix automobile de France.

- 12 juillet : construction à Pierrelatte d'une usine de séparation isotopique de l'uranium.

- 13 juillet : lettre ouverte à Salazar de l’évêque de Porto, Mgr Gomes Ferreira. L’auteur y dénonce les atteintes à la liberté d’expression, l’injustice sociale, les abus de l’exploitation de l’empire, et préconise une mise en pratique authentique de la doctrine sociale de l’Église. L’évêque, accusé de marxisme, est exilé en 1959.

- 14 juillet : un soulèvement nationaliste renverse la dynastie hachémite en Irak. Prise de pouvoir par le général Abdul Karim Qasim et Abdel Salam Aref, abolition de la monarchie irakienne et instauration de la république. Des émeutes populaires très violentes accompagnent l’insurrection militaire. Le roi Fayçal II, les membres de sa famille et le Premier ministre Nuri Sa'id sont exécutés. La République est proclamée. L'Irak se retire de l'« Union arabe de Jordanie et d’Irak ». Deux tendances s’affrontent pour le pouvoir : celle d’Aref, favorable à une union avec la RAU, et celle de Qasim, favorable au maintien de l’identité irakienne. Aref est arrêté le 5 novembre. Qasim s’appuie sur les forces nationalistes irakiennes (chiites, kurdes) et les organisations de gauche, surtout le Parti communiste irakien.

- 15 juillet : plusieurs milliers de soldats américains débarquent à Beyrouth.

- 16 juillet : ouverture du Centre de théâtre du Manitoba.

- 17 juillet : à la demande du roi Hussein de Jordanie et devant la menace d’un coup d’État pro-nassérien, des forces britanniques sont envoyées en Jordanie.

- 19 juillet (Formule 1) : Grand Prix automobile de Grande-Bretagne.

- 25 - 27 juillet[2] : congrès du Parti du regroupement africain (PRA) à Cotonou.

- 29 juillet : création de la NASA.

- 31 juillet : 
  - Voyage de Nikita Khrouchtchev en Chine.
  - Au Liban, de nouvelles élections amènent au pouvoir le chef de l’armée, le général Fouad Chéhab (fin en 1964).
  - Le Royaume-Uni et la République fédérale d'Allemagne signent un accord de coopération nucléaire d'une durée de dix ans.

## Naissances
- 2 juillet : Gérard Ansaloni, auteur, compositeur et poète français.
- 3 juillet : Didier Mouron, artiste suisse.
- 4 juillet : Deon Meyer, scénariste, réalisateur et auteur de roman policier sud-africain.
- 5 juillet : Dominique Nicolas, ex-compositeur et guitariste du groupe Indochine.
- 8 juillet : Kevin Bacon, acteur américain.
- 22 juillet : Nicola Gratteri, magistrat italien.
- 23 juillet : Frank Mill, footballeur allemand († 5 août 2025).
- 25 juillet :
  - Thurston Moore, chanteur et guitariste du groupe Sonic Youth.
  - Pierre Sled, journaliste et commentateur sportif français.
  - Nicolas Souchu, évêque catholique français, évêque auxiliaire de Rennes.
- 26 juillet : Thierry Gilardi, journaliste et commentateur sportif français († 25 mars 2008).
- 28 juillet : Terry Fox, marathonien et militant pour la recherche dédiée au traitement du cancer.
- 30 juillet :
  - Richard Burgi, acteur américain d'origine suisse (série : Desperate Housewives).
  - Kate Bush, chanteuse, auteure-compositrice anglaise.

## Décès
- 21 juillet : Oscar L. Boulanger, homme politique fédéral provenant du Québec.